# طين أحمر

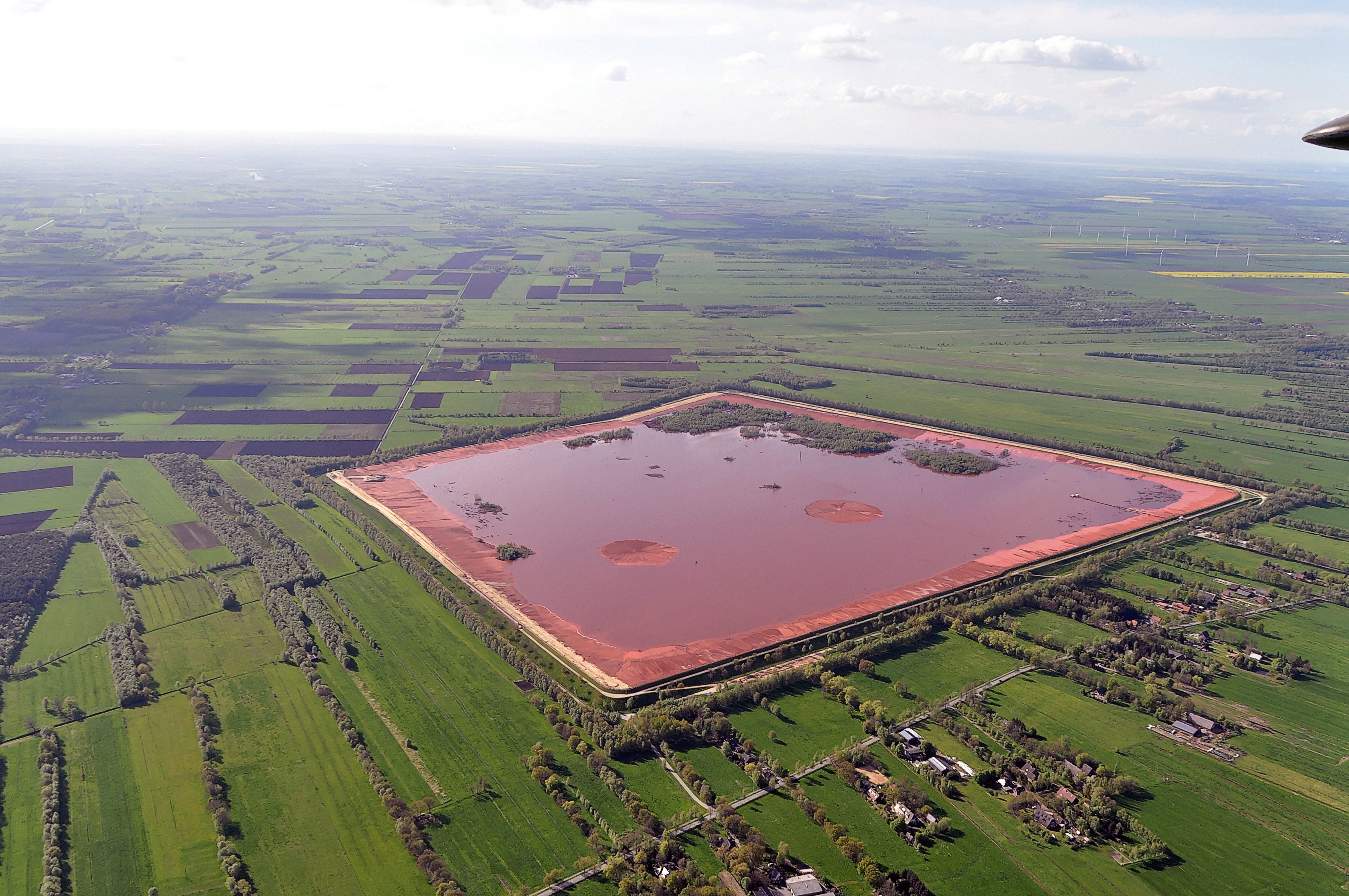
الطين الأحمر بالقرب من ستاد (ألمانيا)

الطين الأحمر أو الحمأة الحمراء هو مخلفات ناتجة عن الإنتاج الصناعي للألومنيوم. مع وجود حوالي 77 مليون طن من هذه المواد الخطرة ينتج سنويا، الطين الأحمر هي واحدة من مشاكل التخلص الأكثر أهمية في صناعة التعدين.

## وصلات خارجية وقراءة المزيد
- Red Sludge (or Red Mud) at The Periodic Table of Videos (University of Nottingham)
- Babel، S.؛ Kurniawan، TA. (فبراير 2003). "Low-cost adsorbents for heavy metals uptake from contaminated water: a review". J Hazard Mater. ج. 97 ع. 1–3: 219–43. DOI:10.1016/S0304-3894(02)00263-7. PMID:12573840.